# Epicnemis flavidula
Epicnemis flavidula är en tvåvingeart som först beskrevs av Charles Thomas Brues 1915.  Epicnemis flavidula ingår i släktet Epicnemis och familjen puckelflugor. Inga underarter finns listade i Catalogue of Life.